# Хасангатін Раміль Вагізович
Раміль Вагізович Хасангатін (рос. Рамиль Вагизович Хасангатин; нар. 7 січня 1972, Казань) – російський шахіст, гросмейстер від 2003 року.

## Шахова кар'єра
Перші успіхи припадають на кінець 1990-х років. 1997 року переміг на регулярному турнірі "First Saturday ( FS03 ЇМ-А) в Будапешті. 2000 hjre (в Казані) і 2002 року (в Тулі) виконав гросмейстерські норми. 2001 року поділив 2-ге місце у Пряшеві (позаду Душана Радовановича, разом з Даріушем Мікрутом) і в Пршерові (позаду Радослава Войташека), у 2002 році одноосібно переміг у Пряшеві, а також поділив 1-ше місце в Оломоуці (разом з Віктором Лазнічкою), тоді як в 2003 році поділив 1-ше місце в Маріанських Лазнях (разом з Віктором Лазнічкою) і в Хрудімі (разом з Петром Габою і Сергієм Федорчуком), переміг також у Чартаку. 2004 року поділив 1-ше місце (разом з Майклом Генніганом на турнірі PragoNet Open в Празі і посів 2-ге місце (позаду Мартіна Мрви) в Пештянах, 2005 року поділив 1-ше місце (разом з Євгеном Калегіним) у Казані, у 2006 році переміг (разом з Мареком Вокачем) в Старому Місті, тоді як у 2008 році – в Таборі.
Найвищий рейтинг Ело в кар'єрі мав станом на 1 жовтня 2002 року, досягнувши 2524 балів займав тоді 88-ме місце серед російських шахістів.